# Japan op de Olympische Winterspelen 2022
Japan was een van de deelnemende landen aan de Olympische Winterspelen 2022 in Peking, China.

## Medailleoverzicht
| Sport              | Olympiër(s)                                                                                                   | Onderdeel                | Medaille |
| ------------------ | --- | ------------------------ | -------- |
| Schaatsen          | Miho Takagi                                                                                                   | 1.000 m (v)              | Goud     |
| Schansspringen     | Ryōyū Kobayashi                                                                                               | normale schans (m)       | Goud     |
| Snowboarden        | Ayumu Hirano                                                                                                  | halfpipe (m)             | Goud     |
| Curling            | Satsuki Fujisawa Chinami Yoshida Yumi Suzuki Yurika Yoshida Kotomi Ishizaki                                   | vrouwen                  | Zilver   |
| Kunstrijden        | Yuma Kagiyama                                                                                                 | mannen                   | Zilver   |
| Kunstrijden        | Shoma Uno Yuma Kagiyama Wakaba Higuchi Kaori Sakamoto Riku Miura Ryuichi Kihara Misato Komatsubara Tim Koleto | landenteam (v)           | Zilver   |
| Schaatsen          | Miho Takagi                                                                                                   | 500 m (v)                | Zilver   |
| Schaatsen          | Miho Takagi                                                                                                   | 1.500 m (v)              | Zilver   |
| Schaatsen          | Ayano Sato Miho Takagi Nana Takagi                                                                            | ploegenachtervolging (v) | Zilver   |
| Schansspringen     | Ryōyū Kobayashi                                                                                               | grote schans (m)         | Zilver   |
| Freestyleskiën     | Ikuma Horishima                                                                                               | moguls                   | Brons    |
| Kunstrijden        | Shoma Uno | mannen                   | Brons    |
| Kunstrijden        | Kaori Sakamoto                                                                                                | vrouwen                  | Brons    |
| Noordse combinatie | Akito Watabe                                                                                                  | gundersen LH             | Brons    |
| Noordse combinatie | Yoshito Watabe Hideaki Nagai Akito Watabe Ryota Yamamoto                                                      | landenwedstrijd          | Brons    |
| Schaatsen          | Wataru Morishige                                                                                              | 500 m (m)                | Brons    |
| Snowboarden        | Kokomo Murase                                                                                                 | big air (v)              | Brons    |
| Snowboarden        | Sena Tomita                                                                                                   | halfpipe (v)             | Brons    |

## Deelnemers en resultaten

### Alpineskiën
Maximaal vier deelnemers per onderdeel
Mannen
| Naam         | Onderdeel | 1e run | 1e run | 2e run         | 2e run         | Totaal         | Totaal         |
| Naam         | Onderdeel | Tijd   | Rang   | Tijd           | Rang           | Tijd           | Rang           |
| ------------ | --------- | ------ | ------ | -------------- | -------------- | -------------- | -------------- |
| Yohei Koyama | Slalom    | DNF    | DNF    | niet geplaatst | niet geplaatst | niet geplaatst | niet geplaatst |

Vrouwen
| Naam              | Onderdeel    | 1e run  | 1e run | 2e run         | 2e run         | Totaal         | Totaal         |
| Naam              | Onderdeel    | Tijd    | Rang   | Tijd           | Rang           | Tijd           | Rang           |
| ----------------- | ------------ | ------- | ------ | -------------- | -------------- | -------------- | -------------- |
| Asa Andō          | Reuzenslalom | 1:01,43 | 29     | 59,56          | 23             | 2:00,99        | 24             |
| Asa Andō          | Slalom       | DNF     | DNF    | niet geplaatst | niet geplaatst | niet geplaatst | niet geplaatst |
| Sakurako Mukogawa | Reuzenslalom | 1:03,39 | 36     | 1:03,38        | 33             | 2:06,77        | 31             |
| Sakurako Mukogawa | Slalom       | 56,09   | 36     | 56,64          | 37             | 1:52,73        | 35             |

### Biatlon
Mannen
| Naam             | Onderdeel     | Tijd    | Missers     | Rang |
| ---------------- | ------------- | ------- | ----------- | ---- |
| Tsukasa Kobonoki | Individueel   | 54:16,6 | 3 (1+0+1+1) | 44   |
| Tsukasa Kobonoki | Sprint        | 26:17,8 | 1 (0+1)     | 41   |
| Tsukasa Kobonoki | Achtervolging | 46:16,0 | 5 (1+1+2+1) | 46   |
| Kōsuke Ozaki     | Individueel   | 58:37,9 | 6 (1+0+4+1) | 82   |
| Kōsuke Ozaki     | Sprint        | 26:24,1 | 0 (0+0)     | 44   |
| Kōsuke Ozaki     | Achtervolging | 46:56,6 | 4 (0+2+0+2) | 51   |

Vrouwen
| Naam                                                     | Onderdeel     | Tijd                            | Missers                                                  | Rang |
| -------------------------------------------------------- | ------------- | ------------------------------- | -------------------------------------------------------- | ---- |
| Asuka Hachisuka                                          | Individueel   | 51:58,0                         | 4 (0+1+0+3)                                              | 65   |
| Asuka Hachisuka                                          | Sprint        | 26:06,7                         | 4 (4+0)                                                  | 87   |
| Sari Maeda                                               | Individueel   | 52:45,0                         | 7 (2+1+0+4)                                              | 74   |
| Sari Maeda                                               | Sprint        | 23:58,9                         | 3 (1+2)                                                  | 67   |
| Fuyuko Tachizaki                                         | Individueel   | 48:17,5                         | 3 (1+1+0+1)                                              | 27   |
| Fuyuko Tachizaki                                         | Sprint        | 23:10,8                         | 1 (0+1)                                                  | 39   |
| Fuyuko Tachizaki                                         | Achtervolging | 40:27,8                         | 3 (0+1+1+1)                                              | 42   |
| Yurie Tanaka                                             | Individueel   | 52:26,3                         | 4 (2+1+0+1)                                              | 71   |
| Yurie Tanaka                                             | Sprint        | 24:21,5                         | 1 (0+1)                                                  | 74   |
| Fuyuko Tachizaki Sari Maeda Asuka Hachisuka Yurie Tanaka | Estafette     | LAP 17:55,9 19:01,8 21:16,4 LAP | 14 (0+4+2+8) 3 (0+1+0+2) 3 (0+0+0+3) 5 (0+0+2+3) 3 (0+3) | 17   |

Gemengd
| Naam                                                      | Onderdeel | Tijd            | Missers                              | Rang |
| --------------------------------------------------------- | --------- | --------------- | ------------------------------------ | ---- |
| Fuyuko Tachizaki Sari Maeda Tsukasa Kobonoki Kōsuke Ozaki | Estafette | LAP 19:53,9 LAP | 14 (0+5+3+6) 6 (0+3+0+3) 8 (0+2+3+3) | 18   |

### Curling
| Team                                                                        | Onderdeel | Groepsfase     | Groepsfase     | Groepsfase     | Groepsfase     | Groepsfase     | Groepsfase     | Groepsfase     | Groepsfase     | Groepsfase     | Groepsfase | Tiebreaker     | Halve finale   | Finale / BM    | Finale / BM |
| Team                                                                        | Onderdeel | Opponent Score | Opponent Score | Opponent Score | Opponent Score | Opponent Score | Opponent Score | Opponent Score | Opponent Score | Opponent Score | Rang       | Opponent Score | Opponent Score | Opponent Score | Rang        |
| --------------------------------------------------------------------------- | --------- | -------------- | -------------- | -------------- | -------------- | -------------- | -------------- | -------------- | -------------- | -------------- | ---------- | -------------- | -------------- | -------------- | ----------- |
| Satsuki Fujisawa Chinami Yoshida Yumi Suzuki Yurika Yoshida Kotomi Ishizaki | Vrouwen   | SWE 5 - 8      | CAN 8 - 5      | DEN 8 - 7      | ROC 10 - 5     | CHN 10 - 2     | KOR 5 - 10     | GBR 4 - 10     | USA 10 - 7     | SUI 4 - 8      | 4          | n.v.t.         | SUI 8 - 6      | GBR 3 - 10     | Zilver      |

### Freestyleskiën
Halfpipe
| Naam         | Onderdeel | Kwalificatie | Kwalificatie | Kwalificatie | Kwalificatie | Finale         | Finale         | Finale         | Finale         | Finale         |
| Naam         | Onderdeel | Run 1        | Run 2        | Beste        | Rang         | Run 1          | Run 2          | Run 3          | Beste          | Rang           |
| ------------ | --------- | ------------ | ------------ | ------------ | ------------ | -------------- | -------------- | -------------- | -------------- | -------------- |
| Saori Suzuki | Vrouwen   | 68,75        | 66,25        | 68,75        | 15           | niet geplaatst | niet geplaatst | niet geplaatst | niet geplaatst | niet geplaatst |

Moguls
| Naam             | Onderdeel | Kwalificatie | Kwalificatie | Kwalificatie | Kwalificatie | Kwalificatie | Kwalificatie | Kwalificatie | Kwalificatie | Finale         | Finale         | Finale         | Finale         | Finale         | Finale         | Finale         | Finale         | Finale         | Finale         | Finale         | Finale |
| Naam             | Onderdeel | Run 1        | Run 1        | Run 1        | Run 1        | Run 2        | Run 2        | Run 2        | Run 2        | Run 1          | Run 1          | Run 1          | Run 1          | Run 2          | Run 2          | Run 2          | Run 2          | Run 3          | Run 3          | Run 3          | Run 3  |
| Naam             | Onderdeel | Tijd         | Score        | Totaal       | Rang         | Tijd         | Score        | Totaal       | Rang         | Tijd           | Score          | Totaal         | Rang           | Tijd           | Score          | Totaal         | Rang           | Tijd           | Score          | Totaal         | Rang   |
| ---------------- | --------- | ------------ | ------------ | ------------ | ------------ | ------------ | ------------ | ------------ | ------------ | -------------- | -------------- | -------------- | -------------- | -------------- | -------------- | -------------- | -------------- | -------------- | -------------- | -------------- | ------ |
| Daichi Hara      | Mannen    | 25,23        | 61,38        | 76,11        | 8            | bye          | bye          | bye          | bye          | 24,27          | 62,59          | 78,59          | 3              | 24,40          | 61,00          | 76,82          | 7              | niet geplaatst | niet geplaatst | niet geplaatst | 7      |
| Ikuma Horishima  | Mannen    | 25,38        | 59,87        | 74,40        | 16           | 25,75        | 62,15        | 76,19        | 5            | 25,20          | 63,14          | 77,91          | 5              | 25,47          | 65,17          | 79,58          | 3              | 23,86          | 64,94          | 81,48          | Brons  |
| So Matsuda       | Mannen    | 25,71        | 59,25        | 73,35        | 18           | 26,11        | 55,47        | 73,35        | 13           | niet geplaatst | niet geplaatst | niet geplaatst | niet geplaatst | niet geplaatst | niet geplaatst | niet geplaatst | niet geplaatst | niet geplaatst | niet geplaatst | niet geplaatst | 23     |
| Kosuke Sugimoto  | Mannen    | 25,00        | 61,23        | 76,26        | 6            | bye          | bye          | bye          | bye          | 24,41          | 63,20          | 79,01          | 2              | 25,13          | 60,87          | 75,73          | 9              | niet geplaatst | niet geplaatst | niet geplaatst | 9      |
| Junko Hoshino    | Vrouwen   | 28,53        | 59,53        | 75,38        | 6            | bye          | bye          | bye          | bye          | 28,73          | 57,57          | 73,19          | 13             | niet geplaatst | niet geplaatst | niet geplaatst | niet geplaatst | niet geplaatst | niet geplaatst | niet geplaatst | 21     |
| Anri Kawamura    | Vrouwen   | 28,33        | 60,29        | 76,36        | 5            | bye          | bye          | bye          | bye          | 27,90          | 64,16          | 80,72          | 2              | 28,37          | 62,71          | 78,84          | 3              | 28,00          | 60,67          | 77,12          | 5      |
| Kisara Sumiyoshi | Vrouwen   | 30,25        | 54,23        | 68,14        | 15           | 28,50        | 56,70        | 72,58        | 2            | 28,71          | 55,87          | 71,52          | 15             | niet geplaatst | niet geplaatst | niet geplaatst | niet geplaatst | niet geplaatst | niet geplaatst | niet geplaatst | 15     |
| Hinako Tomitaka  | Vrouwen   | 30,01        | 50,90        | 65,08        | 18           | 29,57        | 57,25        | 71,93        | 4            | 29,87          | 55,65          | 69,99          | 19             | niet geplaatst | niet geplaatst | niet geplaatst | niet geplaatst | niet geplaatst | niet geplaatst | niet geplaatst | 19     |

Skicross
| Naam           | Onderdeel | Kwalificatie | Kwalificatie | Achtste finale | Kwartfinale    | Halve finale   | Finale         |
| Naam           | Onderdeel | Tijd         | Rang         | Rang           | Rang           | Rang           | Rang           |
| -------------- | --------- | ------------ | ------------ | -------------- | -------------- | -------------- | -------------- |
| Satoshi Furuno | Mannen    | 1:13,46      | 22           | 4              | niet geplaatst | niet geplaatst | niet geplaatst |
| Ryo Sugai      | Mannen    | 1:12,29      | 3            | 3              | niet geplaatst | niet geplaatst | niet geplaatst |

### IJshockey
| Onderdeel | Groepsfase     | Groepsfase     | Groepsfase     | Groepsfase     | Groepsfase | Play-off       | Kwartfinale    | Halve finale   | Finale / BM    | Finale / BM |
| Onderdeel | Opponent Score | Opponent Score | Opponent Score | Opponent Score | Rang       | Opponent Score | Opponent Score | Opponent Score | Opponent Score | Rang        |
| --------- | -------------- | -------------- | -------------- | -------------- | ---------- | -------------- | -------------- | -------------- | -------------- | ----------- |
| Vrouwen   | SWE 1-3        | DEN 6-2        | CHN 2-1        | CZE 3-2        | 1          | n.v.t.         | FIN 7-1        |                |                |             |

| Olympiër | Onderdeel | Resultaat   |
| --- | --------- | ----------- |
| Nana Fujimoto Akane Konishi Miyuu Masuhara Akane Hosoyamada Yukiko Kawashima Shiori Koike Aoi Shiga Sena Suzuki Ayaka Toko (Hitosato) Shiori Yamashita Moeko Fujimoto Remi Koyama Hanae Kubo Mei Miura Chiho Osawa Chika Otaki Akane Shiga Miho Shishiuchi Suzuka Taka Haruka Toko Rui Ukita Hikaru Yamashita Haruna Yoneyama | vrouwen   | kwartfinale |

### Kunstrijden
Individueel
| Naam           | Onderdeel | KK     | KK   | VK     | VK   | Totaal | Totaal |
| Naam           | Onderdeel | Score  | Rang | Score  | Rang | Score  | Rang   |
| -------------- | --------- | ------ | ---- | ------ | ---- | ------ | ------ |
| Yuzuru Hanyu   | Mannen    | 95,15  | 8    | 188,06 | 3    | 283,21 | 4      |
| Yuma Kagiyama  | Mannen    | 108,12 | 2    | 201,93 | 2    | 310,05 | Zilver |
| Shoma Uno      | Mannen    | 105,90 | 3    | 187,10 | 5    | 293,00 | Brons  |
| Wakaba Higuchi | Vrouwen   | 73,51  | 5    | 140,93 | 6    | 214,44 | 5      |
| Mana Kawabe    | Vrouwen   | 62,69  | 15   | 104,04 | 23   | 166,73 | 23     |
| Kaori Sakamoto | Vrouwen   | 79,84  | 3    | 153,29 | 3    | 233,13 | Brons  |

Gemengd
| Naam                          | Onderdeel | KK    | KK   | VK             | VK             | Totaal | Totaal |
| Naam                          | Onderdeel | Score | Rang | Score          | Rang           | Score  | Rang   |
| ----------------------------- | --------- | ----- | ---- | -------------- | -------------- | ------ | ------ |
| Riku Miura Ryuichi Kihara     | Paren     | 70,85 | 8    | 141,04         | 5              | 211,89 | 7      |
| Misato Komatsubara Tim Koleto | IJsdansen | 65,41 | 22   | niet geplaatst | niet geplaatst | 65,41  | 22     |

Team
| Naam | Onderdeel  | Korte kür       | Korte kür       | Korte kür       | Korte kür       | Korte kür | Korte kür | Vrije kür       | Vrije kür       | Vrije kür       | Vrije kür       | Vrije kür | Vrije kür |
| Naam | Onderdeel  | Mannen          | Vrouwen         | Paren           | IJsdansen       | Totaal    | Totaal    | Mannen          | Vrouwen         | Paren           | IJsdansen       | Totaal    | Totaal    |
| Naam | Onderdeel  | Score Teamscore | Score Teamscore | Score Teamscore | Score Teamscore | Score     | Rang      | Score Teamscore | Score Teamscore | Score Teamscore | Score Teamscore | Score     | Rang      |
| --- | ---------- | --------------- | --------------- | --------------- | --------------- | --------- | --------- | --------------- | --------------- | --------------- | --------------- | --------- | --------- |
| Shoma Uno Yuma Kagiyama Wakaba Higuchi Kaori Sakamoto Riku Miura Ryuichi Kihara Misato Komatsubara Tim Koleto | Landenteam | 9 (105,46)      | 9 (74,73)       | 7 (74,45)       | 4 (66,54)       | 29        | 3         | 10 (208,94)     | 9 (148,66)      | 9 (139,60)      | 6 (98,66)       | 63        | Zilver    |

### Langlaufen
Maximaal vier deelnemers per onderdeel
Lange afstanden
Mannen
| Naam                                                     | Onderdeel             | Uitslag                                   | Uitslag |
| Naam                                                     | Onderdeel             | Tijd                                      | Rang    |
| -------------------------------------------------------- | --------------------- | ----------------------------------------- | ------- |
| Naoto Baba                                               | 30 km skiatlon        | 1:24:43,9                                 | 35      |
| Naoto Baba                                               | 50 km vrije stijl     | 1:14:52,7                                 | 24      |
| Ryo Hirose                                               | 15 km klassieke stijl | 41:30,5                                   | 43      |
| Ryo Hirose                                               | 30 km skiatlon        | 1:25:17,7                                 | 41      |
| Hiroyuki Miyazawa                                        | 15 km klassieke stijl | 43:47,5                                   | 67      |
| Haruki Yamashita                                         | 30 km skiatlon        | LAP                                       | 54      |
| Ryo Hirose Hiroyuki Miyazawa Naoto Baba Haruki Yamashita | 4×10 km estafette     | 2:03:01,5 31:13,0 32:49,4 28:50,1 30:09,0 | 10      |

Vrouwen
| Naam                                                     | Onderdeel             | Uitslag                                 | Uitslag |
| Naam                                                     | Onderdeel             | Tijd                                    | Rang    |
| -------------------------------------------------------- | --------------------- | --------------------------------------- | ------- |
| Masako Ishida                                            | 10 km klassieke stijl | 30:50,6                                 | 27      |
| Masako Ishida                                            | 15 km skiatlon        | 48:44,7                                 | 27      |
| Masako Ishida                                            | 30 km vrije stijl     | 1:32:06,3                               | 26      |
| Chika Kobayashi                                          | 10 km klassieke stijl | 32:10,0                                 | 54      |
| Chika Kobayashi                                          | 15 km skiatlon        | 50:55,4                                 | 50      |
| Chika Kobayashi                                          | 30 km vrije stijl     | 1:43:33,1                               | 55      |
| Miki Kodama                                              | 15 km skiatlon        | 51:48,3                                 | 52      |
| Miki Kodama                                              | 30 km vrije stijl     | 1:39:53,8                               | 50      |
| Masae Tsuchiya                                           | 10 km klassieke stijl | 31:41,5                                 | 46      |
| Masae Tsuchiya                                           | 15 km skiatlon        | 49:13,6                                 | 35      |
| Masae Tsuchiya                                           | 30 km vrije stijl     | 1:34:47,6                               | 36      |
| Masako Ishida Masae Tsuchiya Chika Kobayashi Miki Kodama | 4×5 km estafette      | 58:40,6 14:33,6 15:53,9 13:59,8 14:13,3 | 11      |

Sprint
Mannen
| Naam              | Onderdeel | Kwalificatie | Kwalificatie | Kwartfinales   | Kwartfinales   | Halve finales  | Halve finales  | Finale         | Finale |
| Naam              | Onderdeel | Tijd         | Rang         | Tijd           | Rang           | Tijd           | Rang           | Tijd           | Rang   |
| ----------------- | --------- | ------------ | ------------ | -------------- | -------------- | -------------- | -------------- | -------------- | ------ |
| Hiroyuki Miyazawa | Sprint    | 2:54,64      | 32           | niet geplaatst | niet geplaatst | niet geplaatst | niet geplaatst | niet geplaatst | 32     |
| Haruki Yamashita  | Sprint    | 3:02,60      | 57           | niet geplaatst | niet geplaatst | niet geplaatst | niet geplaatst | niet geplaatst | 57     |

### Noordse combinatie
Maximaal vier deelnemers per onderdeel
| Naam                                                     | Onderdeel                  | Schansspringen          | Schansspringen                | Schansspringen | Langlaufen                              | Langlaufen | Totaal  | Totaal |
| Naam                                                     | Onderdeel                  | Afstand                 | Punten                        | Rang           | Tijd                                    | Rang       | Tijd    | Rang   |
| -------------------------------------------------------- | -------------------------- | ----------------------- | ----------------------------- | -------------- | --------------------------------------- | ---------- | ------- | ------ |
| Hideaki Nagai                                            | Grote schans + 10 km       | 117,0                   | 83,7                          | 32             | 27:28,9                                 | 28         | 31:12,9 | 31     |
| Akito Watabe                                             | Normale schans + 10 km     | 98,0                    | 114,1                         | 9              | 24:24,1                                 | 4          | 25:40,1 | 7      |
| Akito Watabe                                             | Grote schans + 10 km       | 135,0                   | 126,4                         | 5              | 26:19,9                                 | 10         | 27:13,9 | Brons  |
| Yoshito Watabe                                           | Normale schans + 10 km     | 97,5                    | 110,8                         | 13             | 25:25,2                                 | 23         | 26:54,2 | 13     |
| Yoshito Watabe                                           | Grote schans + 10 km       | 118,0                   | 94,4                          | 27             | 27:08,7                                 | 22         | 30:10,7 | 25     |
| Sora Yachi                                               | Normale schans + 10 km     | 103,5                   | 116,9                         | 5              | 27:34,6                                 | 40         | 28:38,6 | 30     |
| Ryōta Yamamoto                                           | Normale schans + 10 km     | 108,0                   | 133,0                         | 1              | 26:54,3                                 | 34         | 26:54,3 | 14     |
| Ryōta Yamamoto                                           | Grote schans + 10 km       | 140,0                   | 128,7                         | 2              | 27:44,1                                 | 34         | 28:28,1 | 12     |
| Yoshito Watabe Hideaki Nagai Akito Watabe Ryōta Yamamoto | Team grote schans + 4×5 km | 133,5 128,5 125,0 135,0 | 466,6 124,5 111,6 109,1 121,4 | 4              | 51:28,3 12:44,0 12:41,8 12:26,6 13:35,9 | 4          | 51:40,3 | Brons  |

### Rodelen
Individueel
| Naam            | Onderdeel | Run 1    | Run 1 | Run 2    | Run 2 | Run 3  | Run 3 | Run 4          | Run 4          | Totaal         | Totaal |
| Naam            | Onderdeel | Tijd     | Rang  | Tijd     | Rang  | Tijd   | Rang  | Tijd           | Rang           | Tijd           | Rang   |
| --------------- | --------- | -------- | ----- | -------- | ----- | ------ | ----- | -------------- | -------------- | -------------- | ------ |
| Seiya Kobayashi | Mannen    | 1:00,856 | 31    | 1:00,919 | 33    | 59,859 | 30    | niet geplaatst | niet geplaatst | niet geplaatst | 32     |

### Schaatsen
Mannen
| Naam             | Onderdeel | Uitslag  | Uitslag |
| Naam             | Onderdeel | Tijd     | Rang    |
| ---------------- | --------- | -------- | ------- |
| Seitaro Ichinohe | 1.500 m   | 1:45,53  | 10      |
| Seitaro Ichinohe | 5.000 m   | 6:19,81  | 12      |
| Ryota Kojima     | 1.000 m   | 1:09,97  | 20      |
| Wataru Morishige | 500 m     | 34,49    | Brons   |
| Wataru Morishige | 1.000 m   | 1:09,47  | 16      |
| Yuma Murakami    | 500 m     | 34,57    | 8       |
| Takuro Oda       | 1.500 m   | 1:46,60  | 17      |
| Tatsuya Shinhama | 500 m     | 35,12    | 20      |
| Tatsuya Shinhama | 1.000 m   | 1:10,00  | 21      |
| Ryosuke Tsuchiya | 10.000 m  | 13:02,49 | 11      |

Vrouwen
| Naam            | Onderdeel | Uitslag | Uitslag |
| Naam            | Onderdeel | Tijd    | Rang    |
| --------------- | --------- | ------- | ------- |
| Arisa Go        | 500 m     | 37,98   | 15      |
| Momoka Horikawa | 5.000 m   | 7:06,92 | 10      |
| Nao Kodaira     | 500 m     | 38,09   | 17      |
| Nao Kodaira     | 1.000 m   | 1:15,65 | 10      |
| Misaki Oshigiri | 5.000 m   | 7:01,17 | 8       |
| Ayano Sato      | 1.500 m   | 1:54,92 | 4       |
| Ayano Sato      | 3.000 m   | 4:03,40 | 9       |
| Miho Takagi     | 500 m     | 37,12   | Zilver  |
| Miho Takagi     | 1.000 m   | 1:13,19 | Goud    |
| Miho Takagi     | 1.500 m   | 1:53,72 | Zilver  |
| Miho Takagi     | 3.000 m   | 4:01,77 | 6       |
| Nana Takagi     | 1.500 m   | 1:55,34 | 8       |

Massastart
| Naam             | Onderdeel | Halve finale | Halve finale | Halve finale | Finale         | Finale         | Finale         |
| Naam             | Onderdeel | Punten       | Tijd         | Rang         | Punten         | Tijd           | Rang           |
| ---------------- | --------- | ------------ | ------------ | ------------ | -------------- | -------------- | -------------- |
| Seitaro Ichinohe | Mannen    | 3            | 7:58,54      | 8            | 3              | 7:48,56        | 8              |
| Ryosuke Tsuchiya | Mannen    | 7            | 7:48,43      | 6            | 6              | 7:58,82        | 6              |
| Ayano Sato       | Vrouwen   | 40           | 8:28,77      | 2            | 3              | 8:16,94        | 8              |
| Nana Takagi      | Vrouwen   | 0            | 9:10,03      | 14           | niet geplaatst | niet geplaatst | niet geplaatst |

Ploegenachtervolging
| Naam                               | Onderdeel | Kwartfinale       | Kwartfinale | Halve finale      | Halve finale | Finale            | Finale |
| Naam                               | Onderdeel | Tegenstander Tijd | Rang        | Tegenstander Tijd | Rang         | Tegenstander Tijd | Rang   |
| ---------------------------------- | --------- | ----------------- | ----------- | ----------------- | ------------ | ----------------- | ------ |
| Ayano Sato Miho Takagi Nana Takagi | Vrouwen   | CHN 2:53,61       | 1           | ROC 2:58,93       | 1            | CAN 3:04,47       | Zilver |

### Schansspringen
Mannen
| Naam                                                          | Onderdeel       | Kwalificatie | Kwalificatie | Kwalificatie | Eerste ronde            | Eerste ronde                 | Eerste ronde | Finaleronde             | Finaleronde                 | Finaleronde    | Totaal                        | Totaal |
| Naam                                                          | Onderdeel       | Afstand      | Score        | Rang         | Afstand                 | Score                        | Rang         | Afstand                 | Score                       | Rang           | Score                         | Rang   |
| ------------------------------------------------------------- | --------------- | ------------ | ------------ | ------------ | ----------------------- | ---------------------------- | ------------ | ----------------------- | --------------------------- | -------------- | ----------------------------- | ------ |
| Junshirō Kobayashi                                            | Normale schans  | 93,0         | 88,2         | 26           | 97,5                    | 123,0                        | 26           | 92,5                    | 111,0                       | 26             | 234,0                         | 27     |
| Junshirō Kobayashi                                            | Grote schans    | 121,5        | 101,4        | 32           | 130,0                   | 120,4                        | 30           | 134,0                   | 131,6                       | 18             | 252,0                         | 24     |
| Ryōyū Kobayashi                                               | Normale schans  | 99,0         | 111,4        | 4            | 104,5                   | 145,4                        | 1            | 99,5                    | 129,6                       | 5              | 275,0                         | Goud   |
| Ryōyū Kobayashi                                               | Grote schans    | 128,0        | 121,3        | 9            | 142,0                   | 147,0                        | 1            | 138,0                   | 145,8                       | 2              | 292,8                         | Zilver |
| Naoki Nakamura                                                | Normale schans  | 88,5         | 87,0         | 29           | 93,5                    | 114,5                        | 38           | niet geplaatst          | niet geplaatst              | niet geplaatst | 114,5                         | 38     |
| Naoki Nakamura                                                | Grote schans    | 122,0        | 107,1        | 26           | 134,0                   | 128,6                        | 17           | 124,0                   | 112,3                       | 30             | 240,9                         | 29     |
| Yukiya Satō                                                   | Normale schans  | 100,0        | 103,6        | 10           | 95,0                    | 118,1                        | 32           | niet geplaatst          | niet geplaatst              | niet geplaatst | 118,1                         | 32     |
| Yukiya Satō                                                   | Grote schans    | 126,0        | 111,7        | 23           | 133,0                   | 128,4                        | 18           | 134,5                   | 132,2                       | 17             | 260,6                         | 15     |
| Yukiya Satō Naoki Nakamura Junshirō Kobayashi Ryōyū Kobayashi | Landenwedstrijd | n.v.t.       | n.v.t.       | n.v.t.       | 126,0 124,5 128,5 134,0 | 438,5 110,8 96,6 105,1 126,0 | 5 6 8 5 2    | 124,0 122,0 120,0 132,5 | 444,3 114,9 97,8 99,0 132,6 | 6 3 7 1        | 882,8 225,7 194,4 204,1 258,6 | 5      |

Vrouwen
| Naam           | Onderdeel      | Eerste sprong | Eerste sprong | Eerste sprong | Tweede sprong | Tweede sprong | Tweede sprong | Totaal | Totaal |
| Naam           | Onderdeel      | Afstand       | Score         | Rang          | Afstand       | Score         | Rang          | Score  | Rang   |
| -------------- | -------------- | ------------- | ------------- | ------------- | ------------- | ------------- | ------------- | ------ | ------ |
| Yuki Ito       | Normale schans | 94,0          | 95,5          | 10            | 82,0          | 81,2          | 20            | 176,7  | 13     |
| Kaori Iwabuchi | Normale schans | 94,5          | 94,8          | 11            | 83,0          | 74,8          | 24            | 169,6  | 18     |
| Yūka Setō      | Normale schans | 94,5          | 94,6          | 13            | 83,5          | 81,9          | 19            | 176,5  | 14     |
| Sara Takanashi | Normale schans | 98,5          | 108,7         | 5             | 100,0         | 115,4         | 4             | 224,1  | 4      |

Gemengd
| Naam                                                | Onderdeel       | Eerste ronde        | Eerste ronde                | Eerste ronde | Finaleronde           | Finaleronde                  | Finaleronde | Totaal                        | Totaal |
| Naam                                                | Onderdeel       | Afstand             | Score                       | Rang         | Afstand               | Score                        | Rang        | Score                         | Rang   |
| --------------------------------------------------- | --------------- | ------------------- | --------------------------- | ------------ | --------------------- | ---------------------------- | ----------- | ----------------------------- | ------ |
| Sara Takanashi Yukiya Satō Yuki Ito Ryōyū Kobayashi | Landenwedstrijd | DSQ 99,5 93,0 102,5 | 359,9 0,0 122,9 106,9 130,1 | 8 5 4 1      | 98,5 100,5 88,0 106,0 | 476,4 118,9 122,7 97,3 137,5 | 2 6 5 1     | 836,3 118,9 245,6 204,2 267,6 | 4      |

### Shorttrack
Mannen
| Naam                                                       | Onderdeel | Series   | Series | Kwartfinale    | Kwartfinale    | Halve finale   | Halve finale   | Finale         | Finale         |
| Naam                                                       | Onderdeel | Tijd     | Rang   | Tijd           | Rang           | Tijd           | Rang           | Tijd           | Rang           |
| ---------------------------------------------------------- | --------- | -------- | ------ | -------------- | -------------- | -------------- | -------------- | -------------- | -------------- |
| Kota Kikuchi                                               | 500 m     | 42,176   | 4      | niet geplaatst | niet geplaatst | niet geplaatst | niet geplaatst | niet geplaatst | niet geplaatst |
| Kota Kikuchi                                               | 1500 m    | n.v.t.   | n.v.t. | 2:15,243       | 4              | niet geplaatst | niet geplaatst | niet geplaatst | niet geplaatst |
| Katsunori Koike                                            | 500 m     | 41,199   | 4      | niet geplaatst | niet geplaatst | niet geplaatst | niet geplaatst | niet geplaatst | niet geplaatst |
| Shōgo Miyata                                               | 1000 m    | 1:24,367 | 4      | niet geplaatst | niet geplaatst | niet geplaatst | niet geplaatst | niet geplaatst | niet geplaatst |
| Shōgo Miyata                                               | 1500 m    | n.v.t.   | n.v.t. | 2:13,799       | 5              | niet geplaatst | niet geplaatst | niet geplaatst | niet geplaatst |
| Kazuki Yoshinaga                                           | 1000 m    | 1:25,574 | 3      | PEN            | PEN            | niet geplaatst | niet geplaatst |                |                |
| Kazuki Yoshinaga                                           | 1500 m    | n.v.t.   | n.v.t. | 2:12,450       | 2              | 2:14,014       | 3              | niet geplaatst | 16             |
| Kota Kikuchi Katsunori Koike Shōgo Miyata Kazuki Yoshinaga | Relay     | n.v.t.   | n.v.t. | n.v.t.         | n.v.t.         | 6:40,446       | 3              | niet geplaatst | 8              |

Vrouwen
| Naam            | Onderdeel | Series   | Series | Kwartfinale    | Kwartfinale    | Halve finale   | Halve finale   | Finale         | Finale         |
| Naam            | Onderdeel | Tijd     | Rang   | Tijd           | Rang           | Tijd           | Rang           | Tijd           | Rang           |
| --------------- | --------- | -------- | ------ | -------------- | -------------- | -------------- | -------------- | -------------- | -------------- |
| Shione Kaminaga | 1000 m    | 1:28,465 | 4      | niet geplaatst | niet geplaatst | niet geplaatst | niet geplaatst | niet geplaatst | niet geplaatst |
| Shione Kaminaga | 1500 m    | n.v.t.   | n.v.t. | 2:22,261       | 5              | niet geplaatst | niet geplaatst | niet geplaatst | niet geplaatst |
| Sumire Kikuchi  | 500 m     | 42,829   | 3      | 56,092         | 3              | niet geplaatst | niet geplaatst | niet geplaatst | niet geplaatst |
| Sumire Kikuchi  | 1000 m    | 1:30,154 | 2      | 1:37,170       | 5              | niet geplaatst | niet geplaatst | niet geplaatst | niet geplaatst |
| Sumire Kikuchi  | 1500 m    | n.v.t.   | n.v.t. | 2:23,359       | 3              | no time        | 6              | niet geplaatst | 8              |
| Yuki Kikuchi    | 1000 m    | 1:28,764 | 4      | niet geplaatst | niet geplaatst | niet geplaatst | niet geplaatst | niet geplaatst | niet geplaatst |
| Yuki Kikuchi    | 1500 m    | n.v.t.   | n.v.t. | 2:22,192       | 4              | niet geplaatst | niet geplaatst | niet geplaatst | niet geplaatst |

Gemengd
| Naam                                                      | Onderdeel | Kwartfinale | Kwartfinale | Halve finale   | Halve finale   | Finale         | Finale         |
| Naam                                                      | Onderdeel | Tijd        | Rang        | Tijd           | Rang           | Tijd           | Rang           |
| --------------------------------------------------------- | --------- | ----------- | ----------- | -------------- | -------------- | -------------- | -------------- |
| Yuki Kikuchi Sumire Kikuchi Kazuki Yoshinaga Kota Kikuchi | Relay     | 2:39,112    | 4           | niet geplaatst | niet geplaatst | niet geplaatst | niet geplaatst |

### Snowboarden
Big air
| Naam             | Onderdeel | Kwalificatie | Kwalificatie | Kwalificatie | Kwalificatie | Kwalificatie | Finale         | Finale         | Finale         | Finale         | Finale         |
| Naam             | Onderdeel | Sprong 1     | Sprong 2     | Sprong 3     | Totaal       | Rang         | Sprong 1       | Sprong 2       | Sprong 3       | Totaal         | Rang           |
| ---------------- | --------- | ------------ | ------------ | ------------ | ------------ | ------------ | -------------- | -------------- | -------------- | -------------- | -------------- |
| Kaito Hamada     | Mannen    | 80,75        | 41,75        | 55,75        | 136,50       | 15           | niet geplaatst | niet geplaatst | niet geplaatst | niet geplaatst | niet geplaatst |
| Reira Iwabuchi   | Vrouwen   | 83,00        | 75,50        | 11,75        | 158,50       | 3            | 83,75          | 82,25          | 37,00          | 166,00         | 4              |
| Hiroaki Kunitake | Mannen    | 83,75        | 61,50        | 74,50        | 158,25       | 4            | 82,25          | 50,25          | 84,00          | 166,25         | 4              |
| Kokomo Murase    | Vrouwen   | 85,00        | 72,75        | 86,00        | 171,00       | 2            | 80,00          | 91,50          | 12,00          | 171,50         | Brons          |
| Miyabi Onitsuka  | Vrouwen   | 80,75        | 72,25        | 73,50        | 154,25       | 5            | 9,50           | 54,50          | 10,75          | 65,25          | 11             |
| Takeru Otsuka    | Mannen    | 68,50        | 75,50        | 91,50        | 160,00       | 2            | 17,25          | 95,00          | 33,75          | 128,75         | 9              |
| Ruki Tobita      | Mannen    | 25,75        | 16,25        | 20,25        | 46,00        | 29           | niet geplaatst | niet geplaatst | niet geplaatst | niet geplaatst | niet geplaatst |

Halfpipe
| Naam          | Onderdeel | Kwalificatie | Kwalificatie | Kwalificatie | Kwalificatie | Finale         | Finale         | Finale         | Finale         | Finale |
| Naam          | Onderdeel | Run 1        | Run 2        | Beste        | Rang         | Run 1          | Run 2          | Run 3          | Beste          | Rang   |
| ------------- | --------- | ------------ | ------------ | ------------ | ------------ | -------------- | -------------- | -------------- | -------------- | ------ |
| Ayumu Hirano  | Mannen    | 87,25        | 93,25        | 93,25        | 1            | 33,75          | 91,75          | 96,00          | 96,00          | Goud   |
| Kaishu Hirano | Mannen    | 74,75        | 77,25        | 77,25        | 9            | 75,50          | 37,75          | 15,75          | 75,50          | 9      |
| Ruka Hirano   | Mannen    | 80,75        | 87,00        | 87,00        | 3            | 13,00          | 11,75          | 9,25           | 13,00          | 12     |
| Yuto Totsuka  | Mannen    | 84,50        | 12,00        | 84,50        | 6            | 62,00          | 69,75          | 26,50          | 69,75          | 10     |
| Kurumi Imai   | Vrouwen   | 54,75        | 49,75        | 54,75        | 15           | niet geplaatst | niet geplaatst | niet geplaatst | niet geplaatst | 15     |
| Mitsuki Ono   | Vrouwen   | 79,50        | 83,75        | 83,75        | 2            | 71,50          | 25,50          | 29,00          | 71,50          | 9      |
| Ruki Tomita   | Vrouwen   | 74,25        | 66,25        | 74,25        | 6            | 16,50          | 19,75          | 80,50          | 80,50          | 5      |
| Sena Tomita   | Vrouwen   | 75,75        | 52,00        | 75,75        | 5            | 86,00          | 88,25          | 9,25           | 88,25          | Brons  |

Parallelreuzenslalom
| Naam            | Onderdeel | Kwalificatie | Kwalificatie | Achtste finale                 | Kwartfinale       | Halve finale      | Finale            | Finale         |
| Naam            | Onderdeel | Tijd         | Rang         | Tegenstander Tijd              | Tegenstander Tijd | Tegenstander Tijd | Tegenstander Tijd | Rang           |
| --------------- | --------- | ------------ | ------------ | ------------------------------ | ----------------- | ----------------- | ----------------- | -------------- |
| Tsubaki Miki    | Vrouwen   | 1:27,15      | 3            | Glorija Kotnik DNF             | niet geplaatst    | niet geplaatst    | niet geplaatst    | niet geplaatst |
| Tomoka Takeuchi | Vrouwen   | 1:28,83      | 15           | Ramona Theresia Hofmeister DSQ | niet geplaatst    | niet geplaatst    | niet geplaatst    | niet geplaatst |

Slopestyle
| Naam             | Onderdeel | Kwalificatie | Kwalificatie | Kwalificatie | Kwalificatie | Finale         | Finale         | Finale         | Finale         | Finale |
| Naam             | Onderdeel | Run 1        | Run 2        | Beste        | Rang         | Run 1          | Run 2          | Run 3          | Beste          | Rang   |
| ---------------- | --------- | ------------ | ------------ | ------------ | ------------ | -------------- | -------------- | -------------- | -------------- | ------ |
| Kaito Hamada     | Mannen    | 56,06        | 67,45        | 67,45        | 12           | 25,90          | 15,91          | 59,36          | 59,36          | 8      |
| Reira Iwabuchi   | Vrouwen   | 48,51        | 67,00        | 67,00        | 11           | 75,60          | 80,03          | 46,15          | 80,03          | 5      |
| Hiroaki Kunitake | Mannen    | 50,36        | 51,43        | 51,43        | 21           | niet geplaatst | niet geplaatst | niet geplaatst | niet geplaatst | 21     |
| Kokomo Murase    | Vrouwen   | 74,95        | 81,45        | 81,45        | 2            | 48,50          | 49,05          | 48,00          | 49,05          | 10     |
| Miyabi Onitsuka  | Vrouwen   | 42,60        | 46,58        | 46,58        | 19           | niet geplaatst | niet geplaatst | niet geplaatst | niet geplaatst | 19     |
| Takeru Otsuka    | Mannen    | 32,93        | 74,93        | 74,93        | 6            | 52,75          | 50,58          | 52,80          | 52,80          | 10     |
| Ruki Tobita      | Mannen    | 29,23        | 56,58        | 56,58        | 19           | niet geplaatst | niet geplaatst | niet geplaatst | niet geplaatst | 19     |

Snowboardcross
| Naam             | Onderdeel | Plaatsingsronde | Plaatsingsronde | Plaatsingsronde | Plaatsingsronde | Plaatsingsronde | Plaatsingsronde | Achtste finale | Kwartfinale | Halve finale   | Finale         | Finale         |
| Naam             | Onderdeel | Run 1           | Run 1           | Run 2           | Run 2           | Snelste         | Rang            | Achtste finale | Kwartfinale | Halve finale   | Finale         | Finale         |
| Naam             | Onderdeel | Tijd            | Rang            | Tijd            | Rang            | Snelste         | Rang            | Plaats         | Plaats      | Plaats         | Plaats         | Rang           |
| ---------------- | --------- | --------------- | --------------- | --------------- | --------------- | --------------- | --------------- | -------------- | ----------- | -------------- | -------------- | -------------- |
| Yoshiki Takahara | Mannen    | 1:19,26         | 19              | 1:19,16         | 6               | 1:19,16         | 23              | 1              | DNF         | niet geplaatst | niet geplaatst | niet geplaatst |
| Yuka Nakamura    | Vrouwen   | DNS             | DNS             | DNS             | DNS             | DNS             | DNS             | DNS            | DNS         | DNS            | DNS            | DNS            |